# Королёв, Василий Иванович
Василий Иванович Королёв (1918—1989) — майор Рабоче-крестьянской Красной Армии, участник Великой Отечественной войны, Герой Советского Союза (1943).

## Биография
Родился 22 февраля 1918 года в деревне Еднёво (ныне — Волоколамский район Московской области). В 1930 году переехал в Москву, где окончил десять классов школы и школу фабрично-заводского ученичества, после чего работал токарем на электрокомбинате. В 1936 году был призван на службу в Рабоче-крестьянскую Красную Армию. В 1938 году он окончил Качинскую военную авиационную школу лётчиков. Участвовал в боях советско-финской войны. С июня 1941 года — на фронтах Великой Отечественной войны. В одном из боёв был сбит, но сумел выйти к своим.
К февралю 1943 года лейтенант Василий Королёв командовал звеном 147-го истребительного авиаполка 1-й смешанной авиадивизии 14-й воздушной армии Карельского фронта. За время своего участия в боях он совершил 388 боевых вылетов, сбив 11 вражеских самолётов.
Указом Президиума Верховного Совета СССР «О присвоении звания Героя Советского Союза начальствующему и рядовому составу Красной Армии» от 22 февраля 1943 года за «образцовое выполнение боевых заданий командования на фронте борьбы с немецкими захватчиками и проявленными при этом отвагу и геройство» удостоен высокого звания Героя Советского Союза с вручением ордена Ленина и медали «Золотая Звезда» за номером 896.
После окончания войны в звании майора уволен в запас. Проживал в Москве, работал в сельскохозяйственной академии имени Тимирязева. Скончался 30 апреля 1989 года, похоронен на Южном кладбище Долгопрудного.
Был также награждён орденом Красного Знамени, двумя орденами Отечественной войны 1-й степени, орденом «Знак Почёта», рядом медалей.